# Теорема Лежандра
Теорема Лежандра — утверждение об условиях существования решений для некоторого подкласса квадратичных диофантовых уравнений, установленное Лежандром в 1785 году. 

## Формулировка
Уравнение 
{\displaystyle aX^{2}+bY^{2}+cZ^{2}=0,}
у которого не все коэффициенты одного знака и {\displaystyle a,b,c} — попарно взаимно простые числа, имеет нетривиальное решение   в целых числах {\displaystyle (X,Y,Z)} тогда и только тогда, когда:
- {\displaystyle -ab} — квадратичный вычет по модулю {\displaystyle c},
- {\displaystyle -bc} — квадратичный вычет по модулю {\displaystyle a},
- {\displaystyle -ca} — квадратичный вычет по модулю {\displaystyle b}.

## О доказательстве
Необходимость этих условий очевидна, достаточность следует из  теоремы Минковского — Хассе для квадратичных форм: 
квадратичная форма представляет нуль в {\displaystyle \mathbb {Q} } тогда и только тогда, когда она представляет нуль в {\displaystyle \mathbb {R} } и во всех полях {\displaystyle p}-адических чисел {\displaystyle \mathbb {Q} _{p}}. 
Для разрешимости в {\displaystyle \mathbb {R} } нужны разные знаки, для разрешимости в {\displaystyle \mathbb {Q} _{p}} для {\displaystyle p\mid abc} — вышеприведённые симметричные соотношения.